# Isle of Dogs (pel·lícula)
Isle of Dogs és una pel·lícula d'animació mitjançant la tècnica stop-motion dirigida per Wes Anderson estrenada l'any 2018. Estrenada a l'estat espanyol amb el títol Isla de perros.

## Argument
Es tracta d'una distopia ambientada a la ciutat costanera de Nagasaki, Japó, on va sorgir un greu brot de grip canina que va anar augmentant de tal manera fins a arribar a proporcions epidèmiques. Davant de tal succés, l'alcalde de la ciutat, el senyor Kobayashi va decidir prendre mesures extraordinàries i exiliar a tots els gossos a una illa fictícia, figurant ser una de les nombroses illes que formen part de la prefectura de Nagasaki, la qual està totalment deshabitada i únicament es feia servir com a abocador de deixalles.
La història segueix en paral·lel la vida d'un grup de cinc gossos que han estat exiliats a l'illa i la un nen de dotze anys, Atari Kobayashi, qui durant aquesta dràstica operació del govern, va perdre al seu millor amic, el seu gos Spots, abandonat a la seva sort a l'abocador. Posteriorment, Atari s'escapa de la seva llar per tal de poder recuperar el seu amic, segrestant per a tal fi, un atrotinat Junior-Turbo Prop XJ750, amb el qual va poder sobrevolar la distància que separava la seva llar de l'illa, burlant així la prohibició d'apropar-se i la quarantena establerta. En ser detectat pel govern, provoca l'actuació de les autoritats que pretenen, per tots els mitjans, portar-lo de tornada i sense el gos. Mentrestant, a la ciutat, es comença a alçar un moviment en favor dels gossos anomenat Pro Dog i com a logo, el kanji: 犬 (en romaji, inu) que significa "gos", moviment liderat per la jove Tracy Walker.

## Repartiment
La pel·lícula d'animació compta amb veus d'actors i actrius consagrats de Hollywood, com Bill Murray, Edward Norton i Scarlett Johansson, a més del japonès Ken Watanabe entre d'altres. També compta amb la presència de Yoko Ono en un paper secundari.

### Gossos principals
- Bryan Cranston, donant veu a Chief.
- Edward Norton, donant veu a Rex.
- Bill Murray, donant veu a Boss.
- Jeff Goldblum, donant veu a Duke.
- Bob Balaban, donant veu a King.

### Gossos secundaris
- Liev Schreiber, donant veu a Spots.
- F. Murray Abraham, donant veu a Jupiter.
- Scarlett Johansson, donant veu a Nutmeg.

### Humans principals
- Koyu Rankin, donant veu a Atari Kobayashi.

## Banda sonora
Wes Anderson va deixar la banda musical de la pel·lícula d'animació en mans del francès Alexandre Desplat, un prestigiós compositor conegut per les seves múltiples composicions per a pel·lícules i amb qui ja havia treballat anteriorment en pel·lícules com Fantastic Mr. Fox (2009, nominada als Oscar), Moonrise Kingdom (2012) i The Grand Budapest Hotel (2014), amb la qual va guanyar el seu primer Oscar a la millor banda sonora.
La banda sonora barreja instruments tradicionals japonesos, com els sons que produeixen el koto, daiko i shakuhachi amb instruments d'orquestra filharmònica.

## Polèmiques
El fet de ser una pel·lícula ambientada en un país asiàtic, com en aquest cas Japó, i només comptar amb poques veus japoneses en rols principals, encara que parlin anglès va motivar de nou, crítiques a Hollywood per usar veus d'actors americans per representar personatges que figuren ser asiàtics, amb el que es coneix com a "whitewashing" o "blanquejar" les pel·lícules.